# Aulotandra kamerunensis
Aulotandra kamerunensis är en enhjärtbladig växtart som beskrevs av Ludwig Eduard Loesener. Aulotandra kamerunensis ingår i släktet Aulotandra och familjen Zingiberaceae.
Artens utbredningsområde är Kamerun. Inga underarter finns listade i Catalogue of Life.